# Mark Philippoussis
Mark Anthony Philippoussis (Melbourne, 7 de novembre de 1976) és un tennista australià retirat.
En el seu palmarès hi ha onze títols individuals i tres de dobles masculins del circuit ATP, que li van permetre arribar al vuitè i divuitè llocs dels rànquings respectius. Va ser finalista en dos torneigs de Grand Slam, US Open i Wimbledon. Va formar part de l'equip australià de Copa Davis que es va imposar en les finals de 1999 i 2003.
Va tenir una carrera curta com a model i va participar en diversos programes de televisió.
Posteriorment també va exercir com a entrenador de tennis com per exemple de Stéfanos Tsitsipàs.

## Biografia
Fill de Rossana i Nikolaos Philippoussis, d'origen italià i grec respectivament. Té una germana gran anomenada Anna Maria. Va estudiar a l'escola Maribyrnong College i posteriorment a l'institut Wesley College, ambdós a Melbourne.
Va començar a jugar a tennis amb sis anys entrenat pel seu pare, i posteriorment va entrar a l'Australian Institute of Sport.
L'any 2004 va iniciar una relació amb la cantant australiana Delta Goodrem que va durar uns nou mesos. L'any 2009 va començar una relació amb l'actriu estatunidenca Jennifer Esposito. Es va casar amb la model romanesa Silvana Lovin el setembre de 2013. El matrimoni va tenir dos fills anomenats Nicholas (2014) i Maia (2018).
El maig de 2009, Philippoussis va declarar que tota la seva fortuna havia desaparegut i que perdria la seva llar per problemes de finançament de la seva hipoteca i la seva empresa Mergis Pty Ltd.

## Torneigs de Grand Slam

### Individual: 2 (0−2)
| Resultat  | Núm. | Any  | Torneig   | Oponent        | Marcador            |
| --------- | ---- | ---- | --------- | -------------- | ------------------- |
| Finalista | 1.   | 1998 | US Open   | Patrick Rafter | 3−6, 6−3, 2−6, 0−6  |
| Finalista | 2.   | 2003 | Wimbledon | Roger Federer  | 6−7(5), 2−6, 6−7(3) |

## Palmarès

### Individual: 22 (11−11)
| Llegenda (pre/post 2009)                                 |
| -------------------------------------------------------- |
| Grand Slams (0−2)                                        |
| Tennis Masters Cup / ATP Finals (0−0)                    |
| ATP Masters Series / ATP World Tour Masters 1000 (1−1)   |
| ATP International Series Gold / ATP World Tour 500 (2−1) |
| ATP International Series / ATP World Tour 250 (8−7)      |

| Títols per superfície |
| --------------------- |
| Dura (8−7)            |
| Gespa (2−1)           |
| Terra batuda (1−0)    |
| Moqueta (0−3)         |

| Resultat  | Núm. | Data                   | Torneig                    | Superfície   | Oponent            | Marcador                      |
| --------- | ---- | ---------------------- | -------------------------- | ------------ | ------------------ | ----------------------------- |
| Finalista | 1.   | 6 de març de 1995      | Scottsdale, Estats Units   | Dura         | Jim Courier        | 6−7(2), 4−6                   |
| Finalista | 2.   | 8 d'octubre de 1995    | Kuala Lumpur, Malàisia     | Moqueta      | Marcelo Ríos       | 6−7(6), 2−6                   |
| Finalista | 3.   | 15 d'octubre de 1995   | Tòquio, Japó               | Dura (i)     | Michael Chang      | 3−6, 4−6                      |
| Guanyador | 1.   | 20 d'octubre de 1996   | Tolosa, França             | Dura (i)     | Magnus Larsson     | 6−1, 5−7, 6−4                 |
| Guanyador | 2.   | 9 de març de 1997      | Scottsdale                 | Dura         | Richey Reneberg    | 6−4, 7−6(4)                   |
| Guanyador | 3.   | 5 de maig de 1997      | Múnic, Alemanya            | Terra batuda | Àlex Corretja      | 7−6(3), 1−6, 6−4              |
| Guanyador | 4.   | 15 de juny de 1997     | Londres, Regne Unit        | Gespa        | Goran Ivanišević   | 7−5, 6−3                      |
| Finalista | 4.   | 28 de setembre de 1997 | Tolosa                     | Dura (i)     | Nicolas Kiefer     | 5−7, 7−5, 4−6                 |
| Finalista | 5.   | 5 d'octubre de 1997    | Basilea, Suïssa            | Moqueta (i)  | Greg Rusedski      | 3−6, 6−7(6), 6−7(3)           |
| Guanyador | 5.   | 22 de febrer de 1998   | Memphis, Estats Units      | Dura         | Michael Chang      | 6−3, 6−2                      |
| Finalista | 6.   | 13 de setembre de 1998 | US Open, Estats Units      | Dura         | Patrick Rafter     | 3−6, 6−3, 2−6, 0−6            |
| Guanyador | 6.   | 14 de febrer de 1999   | San Jose, Estats Units     | Dura         | Cecil Mamiit       | 6−3, 6−2                      |
| Guanyador | 7.   | 14 de març de 1999     | Indian Wells, Estats Units | Dura         | Carles Moyà        | 5−7, 6−4, 6−4, 4−6, 6−2       |
| Guanyador | 8.   | 13 de febrer de 2000   | San Jose (2)               | Dura         | Mikael Tillström   | 7−5, 4−6, 6−3                 |
| Finalista | 7.   | 2 d'octubre de 2000    | Hong Kong, Hong Kong       | Dura         | Nicolas Kiefer     | 6−7(4), 6−2, 2−6              |
| Finalista | 8.   | 20 de novembre de 2000 | París, França              | Moqueta (i)  | Marat Safin        | 6−3, 6−7(7), 4−6, 6−3, 6−7(8) |
| Guanyador | 9.   | 25 de febrer de 2001   | Memphis (2)                | Dura         | Davide Sanguinetti | 6−3, 6−7(5), 6−3              |
| Finalista | 9.   | 6 de gener de 2002     | Adelaida, Austràlia        | Dura         | Tim Henman         | 4−6, 7−6(6), 3−6              |
| Finalista | 10.  | 9 de març de 2003      | Scottsdale (2)             | Dura         | Lleyton Hewitt     | 4−6, 4−6                      |
| Finalista | 11.  | 6 de juliol de 2003    | Wimbledon, Regne Unit      | Gespa        | Roger Federer      | 6−7(5), 2−6, 6−7(3)           |
| Guanyador | 10.  | 28 de setembre de 2003 | Xangai, Xina               | Dura         | Jiří Novák         | 6−2, 6−1                      |
| Guanyador | 11.  | 16 de juliol de 2006   | Newport, Estats Units      | Gespa        | Justin Gimelstob   | 6−3, 7−5                      |

### Dobles masculins: 6 (3−3)
| Llegenda (pre/post 2009)                                 |
| -------------------------------------------------------- |
| Grand Slams (0−0)                                        |
| Tennis Masters Cup / ATP Finals (0−0)                    |
| ATP Masters Series / ATP World Tour Masters 1000 (0−2)   |
| ATP International Series Gold / ATP World Tour 500 (0−0) |
| ATP International Series / ATP World Tour 250 (3−1)      |

| Títols per superfície |
| --------------------- |
| Dura (1−3)            |
| Gespa (1−0)           |
| Terra batuda (0−0)    |
| Moqueta (1−0)         |

| Resultat  | Núm. | Data                | Torneig                    | Superfície  | Parella         | Oponents                        | Marcador            |
| --------- | ---- | ------------------- | -------------------------- | ----------- | --------------- | ------------------------------- | ------------------- |
| Guanyador | 1.   | 23 d'abril de 1995  | Hong Kong, Hong Kong       | Dura        | Tommy Ho        | John Fitzgerald Anders Järryd   | 6−1, 6−7(2), 7−6(3) |
| Guanyador | 2.   | 2 d'octubre de 1995 | Kuala Lumpur, Malàisia     | Moqueta (i) | Patrick McEnroe | Grant Connell Patrick Galbraith | 7−5, 6−4            |
| Finalista | 1.   | 16 de març de 1997  | Indian Wells, Estats Units | Dura        | Patrick Rafter  | Mark Knowles Daniel Nestor      | 5−7, 4−6            |
| Guanyador | 3.   | 15 de juny de 1997  | Londres, Regne Unit        | Gespa       | Patrick Rafter  | Sandon Stolle Cyril Suk         | 6−2, 4−6, 7−5       |
| Finalista | 2.   | 11 d'agost de 1997  | Cincinnati, Estats Units   | Dura        | Patrick Rafter  | Todd Woodbridge Mark Woodforde  | 4−6, 2−6            |
| Finalista | 3.   | 9 de març de 2003   | Scottsdale, Estats Units   | Dura        | Lleyton Hewitt  | James Blake Mark Merklein       | 4−6, 7−6(2), 6−7(5) |

### Equips: 3 (3−0)
| Resultat  | Núm. | Data                        | Torneig                              | Superfície       | Equip                                         | Oponents                                                           | Marcador |
| --------- | ---- | --------------------------- | ------------------------------------ | ---------------- | --------------------------------------------- | ------------------------------------------------------------------ | -------- |
| Guanyador | 1.   | 9 de gener de 1999          | Copa Hopman, Perth, Austràlia        | Dura             | Jelena Dokić                                  | Åsa Carlsson Jonas Björkman                                        | 2−1      |
| Guanyador | 2.   | 3 − 5 de desembre de 1999   | Copa Davis, Niça, França             | Terra batuda (i) | Lleyton Hewitt Todd Woodbridge Mark Woodforde | Olivier Delaitre Sebastien Grosjean Cedric Pioline Fabrice Santoro | 3−2      |
| Guanyador | 3.   | 28 − 30 de novembre de 2003 | Copa Davis, Melbourne, Austràlia (2) | Gespa            | Wayne Arthurs Lleyton Hewitt Todd Woodbridge  | Àlex Corretja J.C. Ferrero Carles Moyà Feliciano López             | 3−1      |

## Trajectòria

### Individual
| Open d'Austràlia | Q1          | 1R          | 1R          | 4R    | A           | 2R          | 4R          | 4R    | A           | 2R          | 3R          | 4R    | A    | 1R    | 0 / 10    | 16 − 10   |
| Roland Garros | A           | A           | A           | 2R    | 4R          | 2R          | 1R          | 4R    | A           | 2R          | 2R          | 1R    | A    | A     | 0 / 8     | 10 − 8    |
| Wimbledon | A           | Q3          | A           | 2R    | 1R          | QF          | QF          | QF    | A           | 4R          | F           | 4R    | 2R   | 2R    | 0 / 10    | 27 − 10   |
| US Open | A           | Q2          | 3R          | 4R    | 3R          | F           | A           | 2R    | A           | 1R          | 3R          | 1R    | 1R   | 1R    | 0 / 10    | 16 − 10   |
| Jocs Olímpics | No celebrat | No celebrat | No celebrat | 3R    | No celebrat | No celebrat | No celebrat | 3R    | No celebrat | No celebrat | No celebrat | 1R    | NC   | NC    | 0 / 3     | 4 − 3     |
| Total Victòries−Derrotes                                                                                                   | 0−0         | 1−3         | 26−18       | 34−22 | 48−21       | 33−20       | 35−17       | 43−22 | 10−8        | 14−14       | 38−20       | 11−19 | 9−10 | 11−10 | 313 − 204 | 313 − 204 |
| Rànquing a final d'any | 437         | 274         | 38          | 30    | 18          | 15          | 19          | 11    | 104         | 80          | 9           | 109   | 171  | 114   |           |           |
| Llegenda: G: Guanyador; F: Finalista; SF: Semifinalista; QF: Quarts de final; Q: Qualificació; A: Absent; RR: Round Robin; |             |             |             |       |             |             |             |       |             |             |             |       |      |       |           |           |

### Dobles masculins
| Open d'Austràlia | 1R  | 1R    | 2R    | A     | 1R   | A   | 0 / 4   | 1 − 4   |
| Roland Garros | A   | A     | 3R    | 3R    | 1R   | A   | 0 / 3   | 4 − 3   |
| Wimbledon | A   | QF    | SF    | QF    | A    | A   | 0 / 3   | 10 − 3  |
| US Open | A   | 3R    | SF    | 3R    | A    | A   | 0 / 3   | 8 − 3   |
| Total Victòries−Derrotes                                                                                                   | 0−2 | 29−16 | 17−15 | 27−11 | 6−10 | 3−2 | 99 − 73 | 99 − 73 |
| Rànquing a final d'any | 318 | 33    | 49    | 31    | 173  | 403 |         |         |
| Llegenda: G: Guanyador; F: Finalista; SF: Semifinalista; QF: Quarts de final; Q: Qualificació; A: Absent; RR: Round Robin; |     |       |       |       |      |     |         |         |

## Guardons
- ATP Newcomer of the Year (1995)
- ATP Comeback Player of the Year (2003)